# Präsidentschaftswahl in den Vereinigten Staaten 1792
Die zweite Wahl des Präsidenten der Vereinigten Staaten von Amerika fand im Jahr 1792 statt. Bei der Wahl wurde der Amtsinhaber George Washington wiedergewählt und blieb damit Präsident der Vereinigten Staaten.

## Wahlsystem
Das damalige Wahlsystem gab jedem Wahlmann zwei Stimmen. Jeder Wahlmann musste mindestens für einen Kandidaten außerhalb seines Heimatstaates stimmen. Um Präsident zu werden, musste der Kandidat die Stimmen einer absoluten Mehrheit der Wahlmänner erreichen, der Kandidat mit der zweithöchsten Stimmenzahl wurde Vizepräsident, für ihn war keine absolute Mehrheit notwendig.
Amtsinhaber Washington, der eigentlich vorhatte, in den Ruhestand zu gehen, wurde von Persönlichkeiten wie James Madison und Thomas Jefferson davon überzeugt, ein zweites Mal für das Amt des Präsidenten zu kandidieren.
Die Wahl von 1792 war die erste, für die sich politische Parteien zu formen begannen.
Die Föderalistische Partei, angeführt von Alexander Hamilton, befürwortete eine starke, die Wirtschaft beeinflussende, Regierung. Die Demokratisch-Republikanische Partei, von Thomas Jefferson angeführt, hingegen setzte sich für eine dezentrale Regierung, eine strikte Auslegung der Verfassung und eine landwirtschaftlich geprägte Nation ein. Washington selbst hatte keine Zugehörigkeit zu einer Partei.

## Die Kandidaten

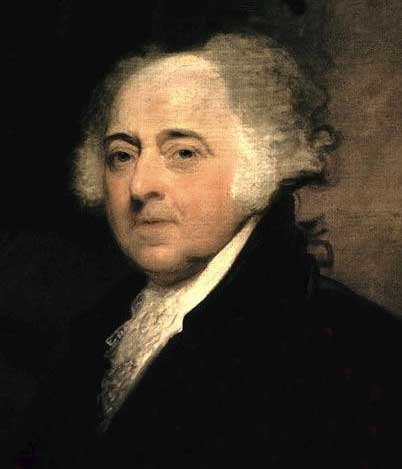
John Adams
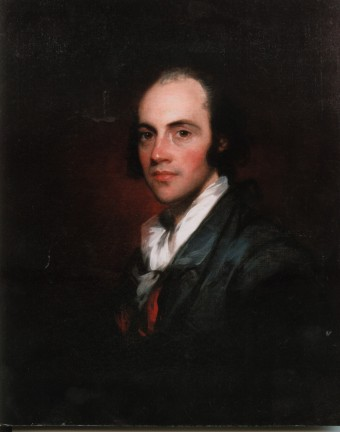
Aaron Burr
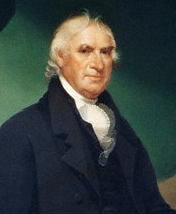
George Clinton
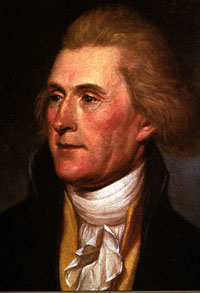
Thomas Jefferson
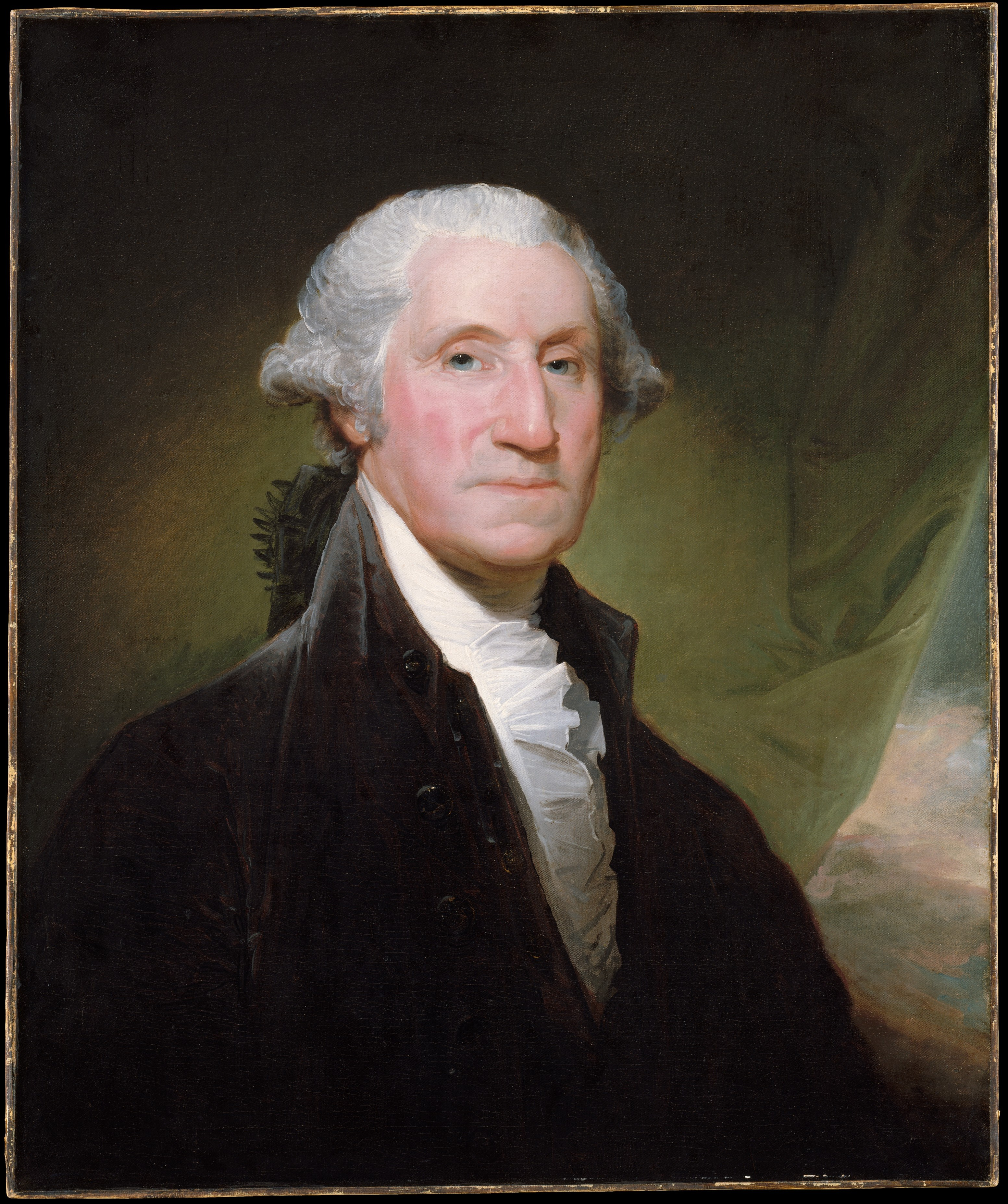
George Washington

- John Adams, Amtierender Vizepräsident der Vereinigten Staaten, aus Massachusetts
- Aaron Burr, Senator für New York
- George Clinton, Gouverneur von New York
- Thomas Jefferson, Außenminister der Vereinigten Staaten, aus Virginia
- George Washington, Amtierender Präsident der Vereinigten Staaten, aus Virginia

## Die Wahl
| Kandidat          | Partei | Partei          | Heimatstaat   | Volkswahl | Volkswahl | Wahlmänner |
| Kandidat          | Partei | Partei          | Heimatstaat   | Anzahl    | Prozent   | Wahlmänner |
| ----------------- | ------ | --------------- | ------------- | --------- | --------- | ---------- |
| George Washington |        | parteilos       | Virginia      | 13.332    | 100,0 %   | 132        |
| John Adams        |        | Föderalist      | Massachusetts | –         | –         | 77         |
| George Clinton    |        | Anti-Föderalist | New York      | –         | –         | 50         |
| Thomas Jefferson  |        | Anti-Föderalist | Virginia      | –         | –         | 4          |
| Aaron Burr        |        | Anti-Föderalist | New York      | –         | –         | 1          |

Washington gewann die Wahl wie auch schon die vorherige ohne Gegenstimme. Um das Amt des Vizepräsidenten wetteiferten George Clinton (Demokratisch-Republikanische Partei) und der Amtsinhaber John Adams (Föderalistische Partei), der die Wahl mit 77 Stimmen vor Clinton mit 50 Stimmen, Jefferson mit vier Stimmen und Aaron Burr mit einer Stimme für sich entscheiden konnte.